# 月刊COMICリュウ
『月刊COMICリュウ』（げっかんコミックリュウ）は、徳間書店発行の月刊漫画雑誌。

## 概要
2006年9月19日（2006年11月号）にて「新創刊」。1986年に休刊となった同社の漫画雑誌『リュウ』の誌名を受け継ぎ、1997年に休刊した『月刊少年キャプテン』以来の漫画誌参入だが、『リュウ』『月刊少年キャプテン』の編集スタッフは一人も残っていなかったため、作家陣の一部を除いて、内容は継承していない。
2007年11月号より中綴じから平綴じに変更。2011年8月号をもって再び休刊し、翌2012年の3月19日（2012年5月号）よりリニューアル復刊。『モンスター娘のいる日常』がアニメ化された2015年には、この休刊からの復刊をネタにした自虐的なテレビCMが制作された。
2016年5月号より、電子書籍版を配信していた。また、公式サイトで無料公開されている各作品を、男性向け、女性向けに分けて編集した『おためし月刊コミックリュウ』も無料配信されていた。
『月刊COMICリュウ』本誌は、2018年5月19日発行の7月号で、翌月に発行される8月号で再び休刊することを発表した。ただし、今回は紙媒体の休刊という形を取り、連載作品は2018年7月20日からweb媒体「COMICリュウWEB」へ移行・統合という形で継続した。また、これにより各漫画の掲載も定日型の個別掲載となった。
単行本レーベルは「RYU COMICS」。創刊時より、新人発掘を目的とした漫画賞「龍神賞」を開催している。
創刊当時は『月刊アニメージュ』『ヤングキングアワーズ』『ウルトラジャンプ』周辺のフリーランス編集者が主体だったことから、ベテラン作家の執筆が目立ち、読者年齢も極めて高かったが、「龍神賞」が創作同人系の漫画家を多く採用したことから、獣人、妖怪、モンスター娘など、人型の「人外」（亜人）を扱った漫画が、他誌よりも多く掲載されるという特徴が生まれた。

## 連載作品
- あせびと空世界の冒険者（梅木泰祐）
- 嵐ノ花 叢ノ歌（東冬）
- アルボスアニマ（橋本花鳥）
- アリスと蔵六（今井哲也）
- 異骸-THE PLAY DEAD/ALIVE-（佐伊村司）
- 頂き！成り上がり飯（奥嶋ひろまさ）
- エマノンシリーズ（梶尾真治×鶴田謙二）
  - おもいでエマノン
  - さすらいエマノン
  - さすらいエマノン'80
- 推しが武道館いってくれたら死ぬ（平尾アウリ）
- カースブラッド（梶山浩） - 2017年から連載を開始するも休載が続き、2018年に梶山が死去して[5]未完となった。
- 学校のこども（下待迎子）
- 兜の花（由里華三夫）
- きのこいぬ（蒼星きまま）
- 書道教室（筒井秀行、不定期シリーズ連載）
- セントールの悩み（村山慶）
- 大樹 剣豪将軍義輝（宮本昌孝×東冬）
- チェローフさんの魔法人形（星川ちどり）
- ねこむすめ道草日記（いけ）
- バタフライ・ストレージ（安堂維子里）
- 花やつばめ（浅岡キョウジ）
- ヒトミ先生の保健室（鮭夫）
- 憑依どーん!（アンドーミチタカ）
- 放課後!ダンジョン高校（山西正則）
- まめコーデ（宮部サチ）
- メイザース-ソロモンの魔術師と明治の文豪-（星野泰視）
- モンスター娘のいる日常（オカヤド）
- やさしく!ぐーるぐる真紀（星里もちる）
- 魔女のやさしい葬列（黒釜ナオ）

## WEB COMIC
公式サイト上で連載されている作品。2017年10月以降更新日が毎月19日から以下に変更。
| 更新日            | 作品名                                 | 作者                   | 配信開始日             | その他                                                                         |
| ----------------- | -------------------------------------- | ---------------------- | ---------------------- | ------------------------------------------------------------------------------ |
| 第一月曜日        | 恐竜の飼いかた                         | いしがきのぼる         | 2016年7月19日          | 第1話を本誌2016年9月号に同時掲載、第三月曜日も更新                             |
| 第一月曜日        | アーバンレジェンド                     | 221                    | 2018年1月1日           | 第1話を本誌2018年2月号に同時掲載                                               |
| 第一金曜日        | 珊瑚と人魚                             | ninikumi               | 2017年11月3日          | -                                                                              |
| 第二月曜日        | 夜光雲のサリッサ                       | 松田未来×※Kome         | 2017年11月13日         | 第1話を本誌2017年12月号に同時掲載                                              |
| 第二金曜日        | カイと怪獣のタネ                       | ひらりん               | 2017年5月19日          | 第1話を本誌2017年7月号に同時掲載                                               |
| 第三月曜日        | 魔王兄弟                               | Uuumi                  | 2016年8月19日          | 第1話を本誌2016年10月号に同時掲載                                              |
| 第三金曜日        | 羊竜飼いのケモノ事情                   | うかんむり             | 2016年9月17日          | 第1話を本誌2016年11月号に一部同時掲載                                          |
| 第三金曜日        | もふかのポプリ                         | 喜月かこ               | 2017年5月19日          | 第1話を本誌2017年7月号に同時掲載                                               |
| 第四月曜日        | あんアンドロどろ                       | R-one                  | 2016年10月19日         | 第1話を本誌2016年12月号に同時掲載                                              |
| 第四月曜日        | モンスター娘のお医者さん               | 折口良乃×鉄巻とーます  | 2018年2月26日          | 集英社のライトノベル作品のコミカライズ版                                       |
| 第四月曜日        | ダンジョンでお花摘みなんか許しません!! | はのみど               | 2018年2月26日          | -                                                                              |
| 第四金曜日        | マザーグール                           | 菅原キク               | 2016年8月19日          | 第1話を本誌2016年10月号に同時掲載                                              |
| 第四金曜日        | メルヘン課長とノンケ後輩くん           | ミナモトカズキ         | 2017年2月18日          | 第1話を本誌2017年4月号に同時掲載                                               |
| 第五月曜日&金曜日 | 読み切り作品などを更新                 | 読み切り作品などを更新 | 読み切り作品などを更新 | -                                                                              |
| 毎週金曜日        | 異形ちゃんといっしょ                   | 八丸真幸               | 2016年6月3日           | 第1話を本誌2016年7月号に同時に掲載 2017年3月31日最終話配信、毎週アンコール更新 |
| 不定期            | 矢良くん日記                           | 蒼星きまま             | -                      | きのこいぬ公式サイトより移転、きのこいぬスピンオフ作品                         |
| 不定期            | フランスはとにっき                     | 藤田里奈               | 2015年11月19日         | 第1話を本誌2016年1月号に同時掲載 2017年6月8日最終話配信、番外編を不定期更新    |
| 不定期            | プリンセス・プリンシパル               | あきづきりょう         | 2019年11月8日          | 2017年放送のテレビアニメのコミカライズ版                                       |

## 連載終了作品
- 青空にとおく酒浸り（第2話以降、MMリトルモーニングから改題）（安永航一郎）
- 明日がんばる 区立ユーカリ学園（藤田里奈）
- アステロイド・マイナーズ（あさりよしとお）
- あの子の家（クマザワミキコ）
- アメとハレの風の旅（新堂みやび）
- いこまん（木村いこ）
- ヴンダーカンマー（西川魯介）
- うちゅんちゅ!（永井朋裕）
- 麗島夢譚（安彦良和）
- hなhとA子の呪い（中野でいち）
- おとなりボイスチャット（こじまなおなり）
- お姉さんの食卓（浅岡キョウジ）
- 陰陽師 瀧夜叉姫（夢枕獏×睦月ムンク
- 解剖医ハンター（吉川良太郎×黒釜ナオ）
- KEYMAN（わらいなく）
- 機神幻想ルーンマスカー第二部（出渕裕）
- 鬼娘恋愛禁止令（松虫あられ）
- 銀河英雄伝説 英雄たちの肖像（田中芳樹×道原かつみ）
- くおんの森（釣巻和、隔月連載）
- 靴ずれ戦線 -魔女ワーシェンカの戦争-（速水螺旋人）
- クレプスキュール -逢魔が刻-（魔夜峰央）
  - トワイライト -大禍刻-
  - オーロラ -王魔が刻-
- くままごと（黄島点心）
- クミカのミカク（小野中彰大）
- ケルベロス×立喰師 腹腹時計の少女（押井守×杉浦守）
- 子はカスガイの甘納豆（伊藤伸平）
- サテンdeヒナカ（永井朋裕）
- 真田と浜子（ハイソンヤギ）
- 十月桜（中野でいち）
- シュガーウォール（ninikumi）
- SWIFT!（松田未来）
- スケーターズアクト（西島黎）
- すみっこプリマ U-15（三ツ沢大介）
- 世界のてきとー料理ショー（蒔野靖弘）
- XENON-199X・R-（神崎将臣）
- 送電少女（ninikumi）
- ソワレ学級（靴下ぬぎ子）
- ダーティペアの大冒険（高千穂遙×たまきひさお）
- 大正野球娘。（神楽坂淳×伊藤伸平）
- 大昭和怪人伝（横尾公敏）
- 第七女子会彷徨（つばな）
- 瀧鷹之介の散歩時間（アサミ・マート）
- DANGAN GIRL（長谷川絢也）
- ダンディ★マニアック（克・亜樹）
- ちゃんと描いてますからっ!（星里もちる）
- ちょいあ!（天蓬元帥）
- ちょろ恐（唐沢なをき）
- 月嶋教授の“世界の成り立ち”を考える（あかほりさとる×扶持田一寛）
- TEN-SHOWさーう゛ぁんとっ!（高橋祐）
- トランス・ヴィーナス（たまきひさお）
- ドリームバスター（宮部みゆき×中平正彦）
- とりから往復書簡（とり・みき&唐沢なをき）
- とりきっさ!（ノブヨシ侍）
- 夢☆恋-ドリコイ-（八丸真幸）
- とりったー（とり・みき）
- なずなのねいろ（ナヲコ）
- なつゆらぎ（山坂健）
- ニンニクナックル（一文字蛍）
- ぬこぬこ新撰組（耳式）
- ネギ焼きチヨちゃん（木村いこ）
- ネムルバカ（石黒正数）
  - 響子と父さん
- のろい屋しまい（ひらりん）
  - のろい屋姉妹 ヨヨとネネ
  - のろい屋プラス
  - のろい屋シークレット
- 89番目のおんがく（篠田芽衣子）
- 晴晴劇場（山坂健）
- つばめ 〜陽だまり少女紀行（松本規之）
- ひなぎく純真女学園（ふくやまけいこ）
- ひみつのはんぶんこ（ぴのみきまる）
- PiNKS（倉金篤志）
- 敏腕!インコさん（見ル野栄司）
- フルイドラット（坂木原レム）
  - フルイドラット - マンガ図書館Z（外部リンク）
- 冥王計画ゼオライマー 最終章 （ちみもりを）
- 冥王計画（プロジェクト）ゼオライマーΩ（ちみもりを×ワタリユウ）
- ベビーリーフ デイズ（柴谷けん）
- 僕と日本が震えた日（鈴木みそ）
- ぼくらのへんたい（ふみふみこ）
- ホムラ!（作画：奥田ひとし 原作：今野仁）
- マロマロ（楽楽）
- まんがの作り方（平尾アウリ）
- Mr.NOBODY（田邊剛）
- 三つ目の夢二（原作：大塚英志、作画：ひらりん）
- 虫籠のカガステル（橋本花鳥、短期集中連載）
- 木造迷宮（アサミ・マート）
- 桃栗三年（亀井薄雪）
- モンスターキネマトグラフ（坂木原レム）
- 闇狩り師 キマイラ天龍変（夢枕獏×伊藤勢）
- 夕ばえ作戦（原作：光瀬龍、脚色：押井守、作画：大野ツトム）
- 柳花 〜ユファの大地〜（福井晴敏×木根ヲサム）※2007年5月号より連載中止
- ゆるユルにゃー!!（小石川ふに）
- ライアーバード（脇田茜）
- 雷獣びりびり（高橋由太×亜沙美）
- LOVE SYNC DREAM（J.D.モルヴァン×藤原カムイ）
- REVIVE!（五十嵐浩一）
- ルー=ガルー（京極夏彦×樋口彰彦）
- レジーナ（緋尾乃稔巳）
- ロボット残党兵（横尾公敏）
- わんわん明治維新（押井守×西尾鉄也）

## 公式サイト連載終了作品
- メルモちゃん（手塚治虫×福山けいこ、休刊まで本誌連載、休刊中は他の継続作品と同様に公式サイト上で公開されていたが、本作のみ復刊後も暫くweb連載継続された）
- 夜さんぽ（木村いこ）2016年6月18日配信開始、2017年4月19日最終話配信（第1話を本誌2016年10月号に掲載）
- 後輩ちゃんに聞いてみよう（中野でいち）2016年4月8日配信開始、2017年1月27日最終話配信

## 休刊（リニューアル）前の連載読み物
- 吾妻ひでおの失踪入門（吾妻ひでお×中塚圭骸）
- 出渕裕の酔いどれ人生（出渕裕）
- オヤカタ情報局（池田憲章×大沼弘幸）
- 勝つために戦え! 監督編（押井守）
- 堺三保のオタクおいどん（堺三保）
- 山田正紀の映画狩り（山田正紀）(イラスト：フー・スウィ・チン)
- 螺子の囁き（速水螺旋人）

## 映像化作品

### アニメ化
テレビアニメ
| 作品                           | 放送年 | アニメーション制作 | 備考 |
| ------------------------------ | ------ | ------------------ | ---- |
| モンスター娘のいる日常         | 2015年 | Lerche、セヴァ     |      |
| アリスと蔵六                   | 2017年 | J.C.STAFF          |      |
| セントールの悩み               | 2017年 | 絵梦               |      |
| 推しが武道館いってくれたら死ぬ | 2020年 | エイトビット       |      |
| きのこいぬ                     | 2024年 | C-Station          |      |

Webアニメ
| 作品             | 配信年 | アニメーション制作 | 備考 |
| ---------------- | ------ | ------------------ | ---- |
| 虫籠のカガステル | 2020年 | スタジオKAI        |      |

劇場アニメ
| 作品             | 公開年 | アニメーション制作 | 備考                                   |
| ---------------- | ------ | ------------------ | -------------------------------------- |
| のろい屋シリーズ | 2013年 | ufotable           | タイトルは「魔女っこ姉妹のヨヨとネネ」 |

### 実写化
テレビドラマ
| 作品                                                 | 放送年 | 制作             | 備考     |
| ---------------------------------------------------- | ------ | ---------------- | -------- |
| 壁サー同人作家の猫屋敷くんは承認欲求をこじらせている | 2022年 | ABCテレビ        |          |
| 推しが武道館いってくれたら死ぬ                       | 2022年 | The icon（協力） | 映画あり |

実写映画
| 作品       | 公開年 | 配給             | 備考 |
| ---------- | ------ | ---------------- | ---- |
| ネムルバカ | 2025年 | ポニーキャニオン |      |